# ByeAlex
ByeAlex (* 6. Juni 1984 in Kisvárda; eigentlich: Alex Márta) ist ein ungarischer Indie-Pop-Sänger.

## Leben und Wirken
Alex Márta studierte Philosophie an der Universität Miskolc, nebenbei sang er bei der Rockband My Gift to You. Ab 2012 wurde er als Singer-Songwriter aktiv. Mit seinem selbstgeschriebenen Popsong Kedvesem siegte er bei A Dal 2013, der ungarischen Vorentscheidung zum Eurovision Song Contest 2013. Durch Jury- und Televotingbewertung konnte er sich dort gegen sieben Konkurrenten durchsetzen und durfte daraufhin sein Land beim Wettbewerb in Malmö vertreten. In Malmö trat er im 2. Halbfinale des ESC mit dem Zoohacker Remix des ungarischen DJs Zoltán Kovács an und qualifizierte sich für das Finale. Er erreichte mit 84 Punkten Platz 10 und erhielt von Deutschland als einzigem Land die maximal möglichen 12 Punkte.

## Diskografie

### Alben
- 2013: Szörpoholista
- 2017: Szív(sz)Kill

### Singles
- 2012: Csókolom
- 2012: Láttamoztam
- 2012: Te vagy (John the Valiant feat. ByeAlex)
- 2012: Kedvesem / Kedvesem (Zoohacker Remix)
- 2013: One For Me (English version of the song "Kedvesem")
- 2013: Nekemte
- 2013: Messziről
- 2013: Hé Budapest
- 2013: Játék (Soerii & Poolek feat. ByeAlex)
- 2015: Fekete
- 2015: Apám sírjánál
- 2015: Még mindig...
- 2016: Nehéz vagyok
- 2016: Részeg
- 2017: Bababo
- 2017: Az vagyok
- 2017: U,u,u (Senkise x Majka)
- 2018: Nemveszemfel (Senkise)
- 2018: Jáhá (Senkise)
- 2018: Korskorskors (Senkise x Hiro)
- 2018: Menned kéne (with Lábas Viki)
- 2018: Széllel szemben (ByeAlex és a Slepp – Soundtrack for the RTL TV Show "Tanár")
- 2018: Roksztármód (Senkise)
- 2018: Mind (Senkise)
- 2018: Pupilláid (ByeAlex és a Slepp)
- 2019: Anya (ByeAlex és a Slepp x Giajjenno)